# Justin H. Min
Justin Hong-Kee Min (Cerritos, California, 20 de marzo de 1989) es un actor estadounidense. Comenzó su carrera como actor con papeles en varias producciones de Wong Fu. Interpreta a Ben Hargreeves en la serie original de Netflix The Umbrella Academy (2019-2024). También es conocido por interpretar el papel principal en After Yang (2021).

## Biografía
Min es un coreano-estadounidense de segunda generación de Cerritos, California. Habla coreano con fluidez, y es primo segundo de Ashley Park.
Se graduó de Cerritos High School en 2007. Luego asistió a la Universidad Cornell, donde sirvió en la Asamblea de Estudiantes como Enlace de Minorías; se graduó de la Facultad de Artes y Ciencias de la escuela en 2011 con títulos en Gobierno e Inglés.

## Carrera
Antes de actuar, Min fue periodista y fotógrafo para varias revistas. Completó asignaciones de fotografía para los premios JAM, inVISIBLE y The Served.
Min comenzó a actuar en 2012. Sus primeros papeles incluyen apariciones en series de televisión Faking It, CSI: Cyber y Pure Genius. Es colaborador de Wong Fu Productions, una productora independiente con sede en Los Ángeles, habiendo protagonizado su cortometraje del 2017 How I Became an Adult y su serie web del 2019 Dating After College, entre otros proyectos.
En 2019, Min comenzó a protagonizar la serie de Netflix The Umbrella Academy como Ben Hargreeves. Fue ascendido al elenco principal, de personaje recurrente, en la temporada 2. Como el personaje solo se mostraba en flashbacks en los cómics, Min no formó parte de la publicidad inicial de la serie para mantener su papel en secreto. Min también usó el papel ampliado en el programa de televisión para desarrollar el personaje "desde cero" y trabajó en estrecha colaboración con Ethan Hwang, quien interpretó a un joven Ben, para asegurar una "esencia similar".
The Umbrella Academy se renovó para una segunda temporada en abril de 2019, y Min se unió al elenco principal. Ese mismo mes, se anunció que Min había sido elegido para un papel principal en la película de ciencia ficción After Yang, protagonizada por Colin Farrell. Se esperaba que la película se estrenara en 2020, pero se retrasó hasta 2021 debido a la pandemia de COVID-19 en los Estados Unidos.

## Filmografía

### Películas
| Año  | Título            | Papel       | Notas |
| ---- | ----------------- | ----------- | ----- |
| 2016 | Rebirth           | Interno #2  |       |
| 2021 | After Yang        | Yang        |       |
| 2023 | Shortcomings      | Ben Tanaka  |       |
| 2023 | The Greatest Hits | David       |       |
| 2024 | Detained          | Isaac Barsi |       |
| 2024 | Turn Me On        |             |       |

### Televisión
| Año          | Título                       | Papel          | Notas                                                                 |
| ------------ | ---------------------------- | -------------- | --------------------------------------------------------------------- |
| 2014         | Discord and Harmony          | Michael        | Episodio: "You Think You Know Someone"                                |
| 2014         | Faking It                    | Bobby          | Episodios: "The Ecstasy and the Agony", "Busted"; como Justin Min     |
| 2015         | CSI: Cyber                   | College Kid    | Episodio: "Crowd Sourced"                                             |
| 2016         | Pure Genius                  | Eugene         | Episodio: "Bunker Hill, We Have a Problem"                            |
| 2018         | Beerfest: Thirst for Victory | Kyle           | Película de televisión                                                |
| 2019–present | The Umbrella Academy         | Ben Hargreeves | Recurrente (temporada 1), Protagonista (temporadas 2,3); 30 episodios |
| 2019         | Dating After College         | Cameron        | Miniserie; protagonista; 7 episodios                                  |
| 2020         | New Amsterdam                | Jason Huang    | Episodio: "Liftoff"                                                   |
| 2023         | Beef                         | Edwin          | Recurrente:                                                           |
| 2025         | Devil's Plan                 | Justin H. Min  | Recurrente (temporada 2)                                              |